# Tipula (Acutipula) kumpa
Tipula (Acutipula) kumpa is een tweevleugelige uit de familie langpootmuggen (Tipulidae). De soort komt voor in het Oriëntaals gebied.